# Carlitos Barai
Carlitos Barai (Guiné Bissau, 29 de junho de 1962) é um político da Guiné Bissau. Foi Ministro da Saúde Pública entre 2016 a 2018.